# Кремль в Измайлове
Кре́мль в Изма́йлове — культурно-развлекательный комплекс, построенный в 1998—2007 годах поблизости от исторической царской усадьбы Измайлово. Представляет собой деревянные постройки, стилизованные под русское зодчество XVI—XVII веков (неоисторизм). По состоянию на 2018 год Кремль в Измайлове состоит из девяти музеев и выставочных площадок: музея русской народной игрушки, музея основания русского флота, музея истории русской водки, музея хлеба, музея миниатюр «Всемирная история в пластилине», клуба — музея — лектория «Традиционные маски и фигуры мира», Московского музея анимации, выставки «Япония. Куклы, сказки, легенды», а также интерактивного музея занимательных устройств «Дедушкин чердак».

## История

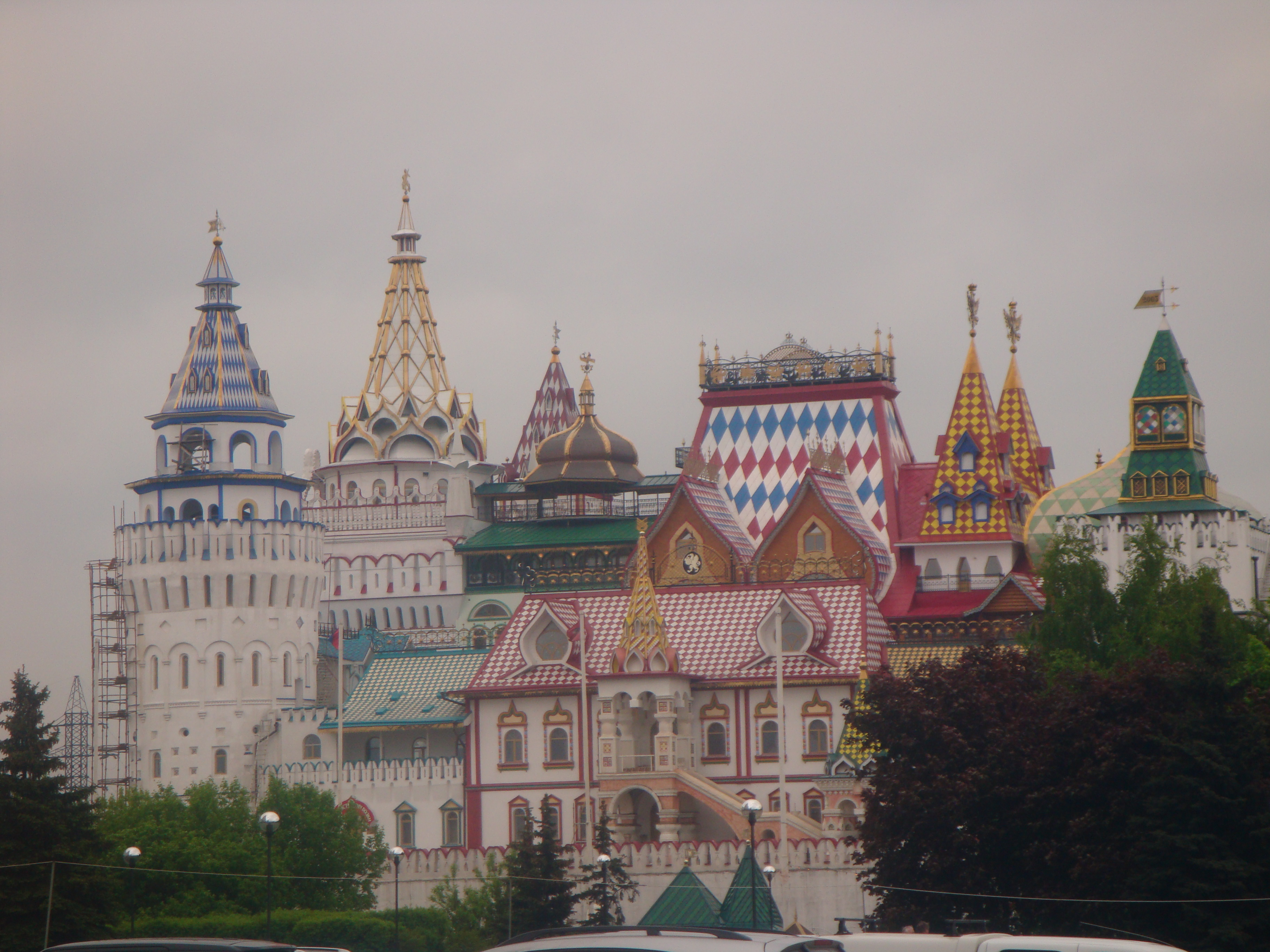
Панорамный вид на вернисаж, 2009 год

Усадебный комплекс в Измайлове возводился в XVI—XVII веках как царский острог. Хозяйство имения состояло из пашенных земель и мануфактурного производства и до конца XVIII века считалось одним из самых успешных на территории Российской империи. С начала XIX века усадебный комплекс начал приходить в упадок. После революции 1917 года здания были заброшены, а в 1937-м снесли находившуюся на территории усадьбы церковь святого Иоасафа. До наших дней сохранились исторические постройки XVII века: передние и задние ворота Государева двора, совмещённые с боковыми флигелями, Собор, Мостовая башня, а также служебные и хозяйственные помещения.
В 1974 году на территорию измайловского усадебного комплекса была перенесена выставка художников-авангардистов, изначально проходившая в Беляеве. Изменение локации состоялось из-за поднявшегося в Европе скандала: во время выставки на беляевском пустыре картины пострадали от проводивших там субботник рабочих и были задавлены бульдозерами, из-за чего событие вошло в историю как «Бульдозерная выставка». Впоследствии проведение выставки на территории Измайлова было официально разрешено советскими властями.
Перед Летними Олимпийскими играми 1980 года поблизости от усадьбы было начато возведение многоэтажной гостиницы, однако спустя несколько лет стройка была приостановлена, а котлован — засыпан. Высказывались предложения отдать образовавшийся пустырь под строительство репетиционной базы ансамбля «Берёзка», но проект так и не был реализован. В конце 1980-х группа предпринимателей создала в Измайлове импровизированный рынок, получивший в 1991 году статус вернисажа. В середине 1990-х помещения вернисажа были увеличены за счёт двухэтажных рыночных помещений, занимавших семнадцать гектаров. В наши дни вернисаж состоит из центра ремёсел, «блошиного» рынка и ярмарочного пространства.
В 1998 году общественный деятель Александр Ушаков представил правительству Москвы проект строительства на территории усадьбы деревянного Кремля с развлекательным комплексом. Городские власти дали разрешение на постройку, возведение которой продолжалось вплоть до 2007 года. Измайловский Кремль расположился на холме, его окружили деревянными ограждениями и каменной стеной с проездными башнями.
В 2001 году на территории усадьбы был открыт храм Николая Мирликийского, получившего статус подворья Свято-Данилова ставропигиального мужского монастыря. Храм является одним из самых высоких деревянных сооружений в России — его высота составляет 46 метров.
В 2003 году состоялось открытие первых выставочных пространств, но в 2005 году крупный пожар уничтожил многие деревянные постройки Кремля. Спустя полгода было принято решение о восстановлении утраченных конструкций, а также возведении новых зданий: Дворца русской трапезы и Дворца бракосочетаний, также оформленных в стиле русского зодчества XVII века. Общая площадь заново построенных помещений составила 6500 м². Во дворах Измайловского Кремля расположили мастерские кузнецов, гончаров, резчиков по дереву, ткачей, где также проводятся мастер-классы для посетителей. В 2018 году главный архитектор Москвы Сергей Кузнецов анонсировал планы по постройке на территории Кремля павильона по производству декоративных элементов.
В 2019 году Москомархитектура представила проект застройки района, предусматривавший снос вернисажа в Измайлово, однако представителям общественного движения «Наше Измайлово» удалось убедить столичную мэрию отказаться от этого решения.
13 июня 2019 года произошёл пожар, охвативший 50 м2. Возгорание удалось локализовать.

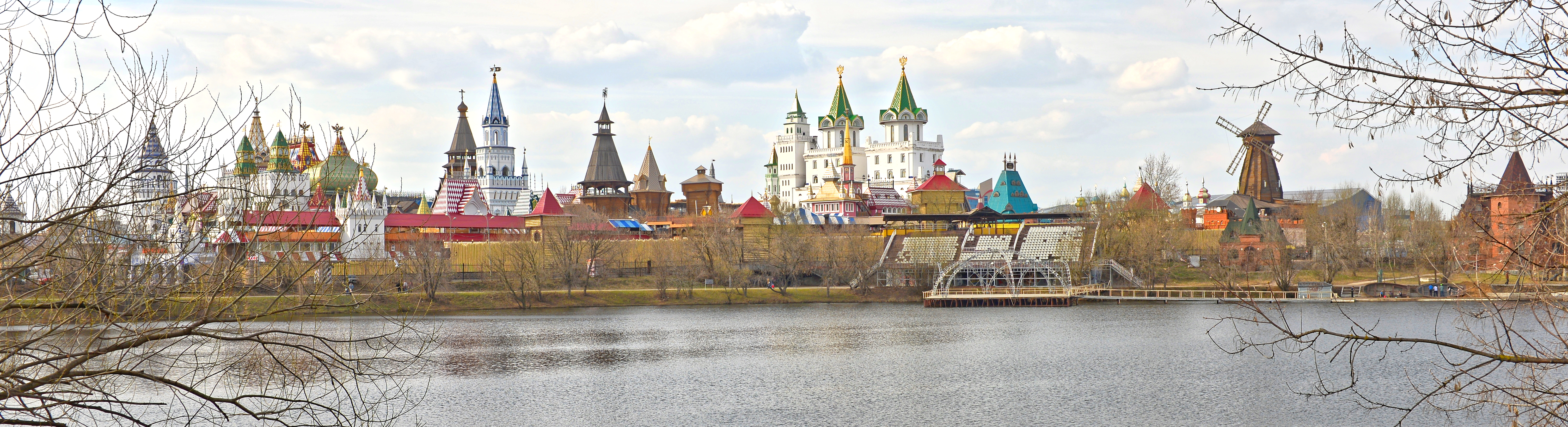
Панорамный вид на Измайловский кремль, 2017 год

## Экспозиция

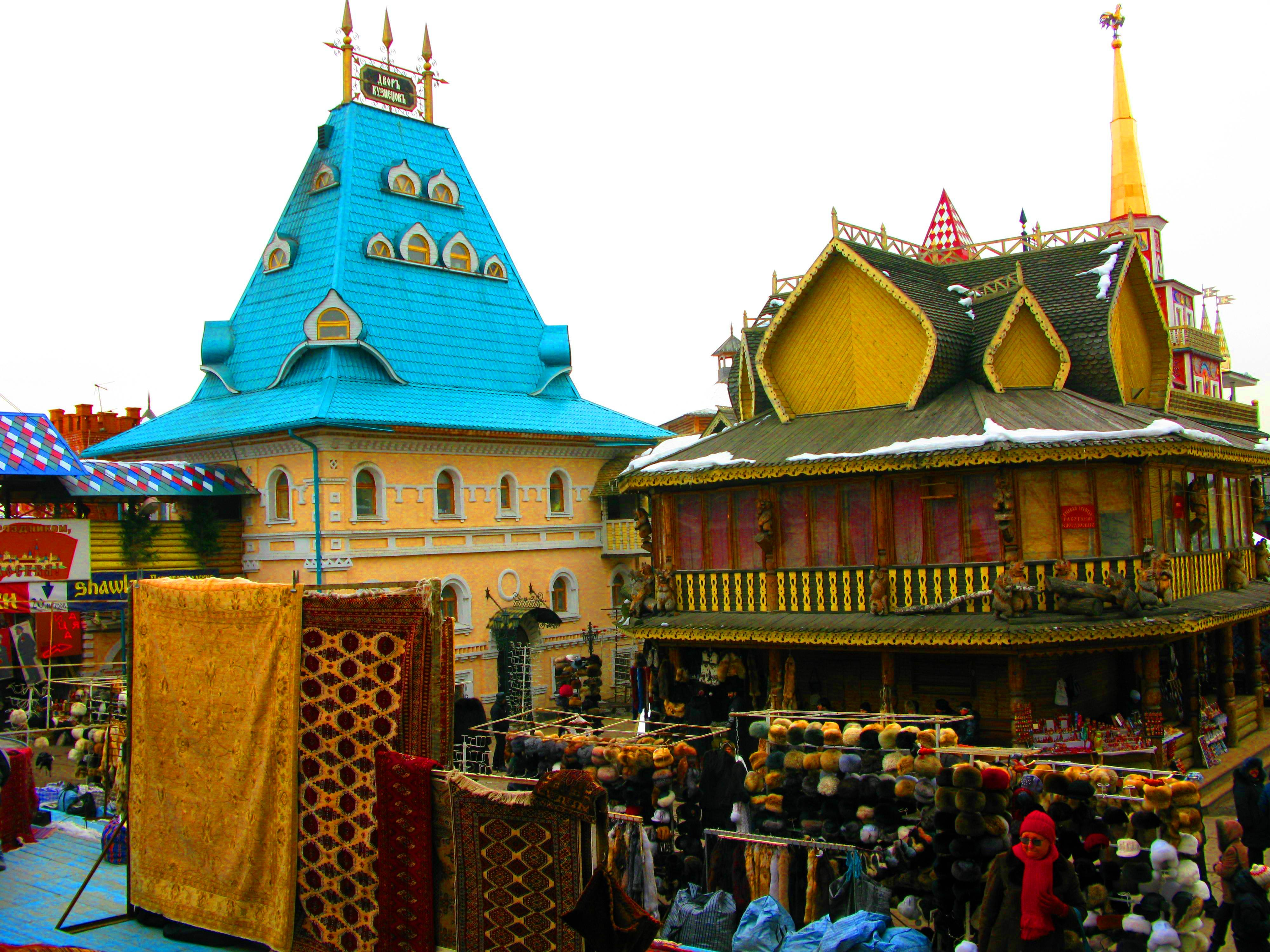
Вернисаж, 2009 год

Всего в состав развлекательного центра входят несколько музеев.
Интерактивный политехнический музей «Дедушкин Чердак» - в политехнической экспозиции музея представлены старинные пишущие машинки, бытовая техника, телефон, телеграф, железнодорожная утварь, макет железной дороги и другие экспонаты. В отдельной экспозиции - «Космический чердак» - представлены массогабаритные макеты ракетных двигателей, части космических аппаратов в том числе аппарат «Селеноход».
Музей истории Российского флота находится на берегу Серебряно-Виноградского пруда у Измайловского острова и рассказывает об эволюции корабельного дела в России. Коллекция Музея истории водки посвящена рассказу о 500-летней истории напитка, одним из центров изготовления которого стали измайловские земли, где находились пашенные хозяйства.
Живой музей народной игрушки посвящён эволюции русских игрушек с XVI по XX век. Экспозиция Музея хлеба повествует о различных техниках производства и рецептах изготовления выпечки. Также в состав развлекательного комплекса входят Музей миниатюр «Всемирная история в пластилине», основанный на частной коллекции пластилиновых фигурок, и детский центр Музей невоспитанных детей, в котором посетителям доступны интерактивные развлечения: рисование на стенах, стрельба из рогатки, росписи заборов и другое.
Музей Оружия — военно исторический музей с коллекцией оружия
Музей хлеба
Имена и эпохи — музей пластилиновой мини-скульптуры
Музей Кукольный переулок — выставка из нескольких сотен кукол
Музей истории водки — коллекция музея, демонстрирует 500-летнюю историю русской водки с момента изобретения до наших дней, содержит более 1000 видов этого напитка, старые водочные рецепты XVIII века, рекламные плакаты, фотографии и документы

## Здания и постройки
На территории Измайловского Кремля находятся здания и постройки, в которых располагаются музеи, кафе
Дворец бракосочетания номер 5
Отель Сказка — отель в башне замка, является экспонатом «Музея Самоизоляции» Музея Москвы
Инстаулица — улица с инсталляциями для фотосессий

## Галерея

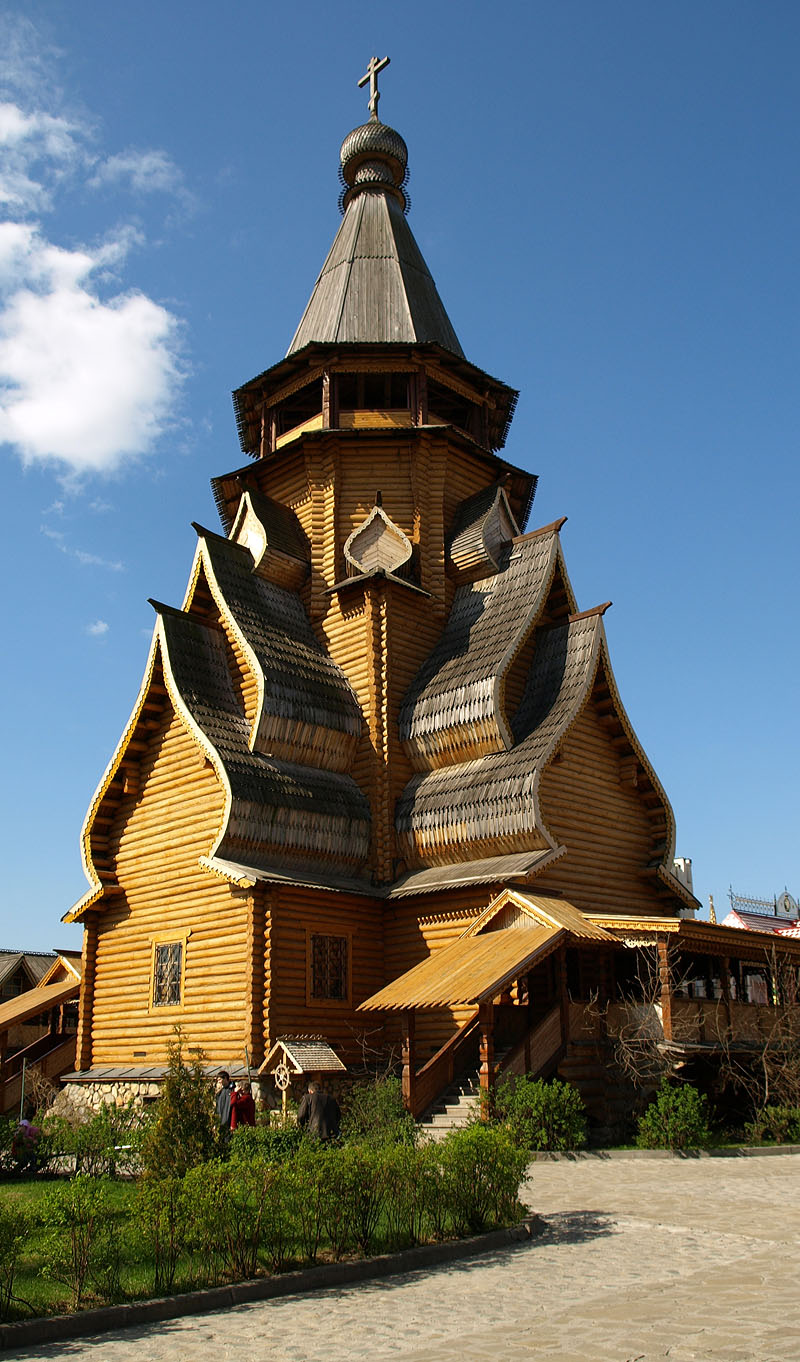
Храм святителя Николая, 2008 год
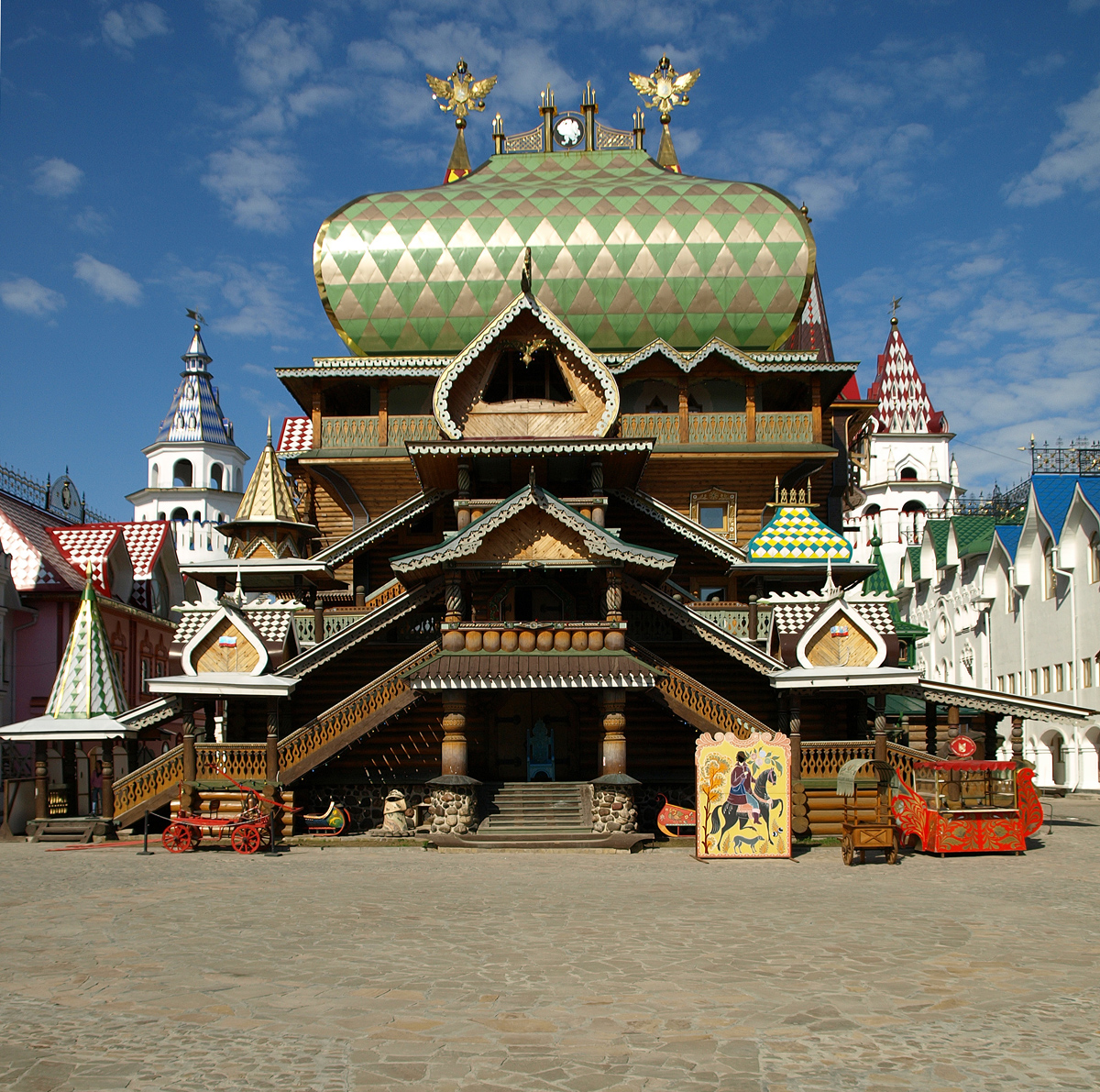
Дворец русской трапезы, 2008 год
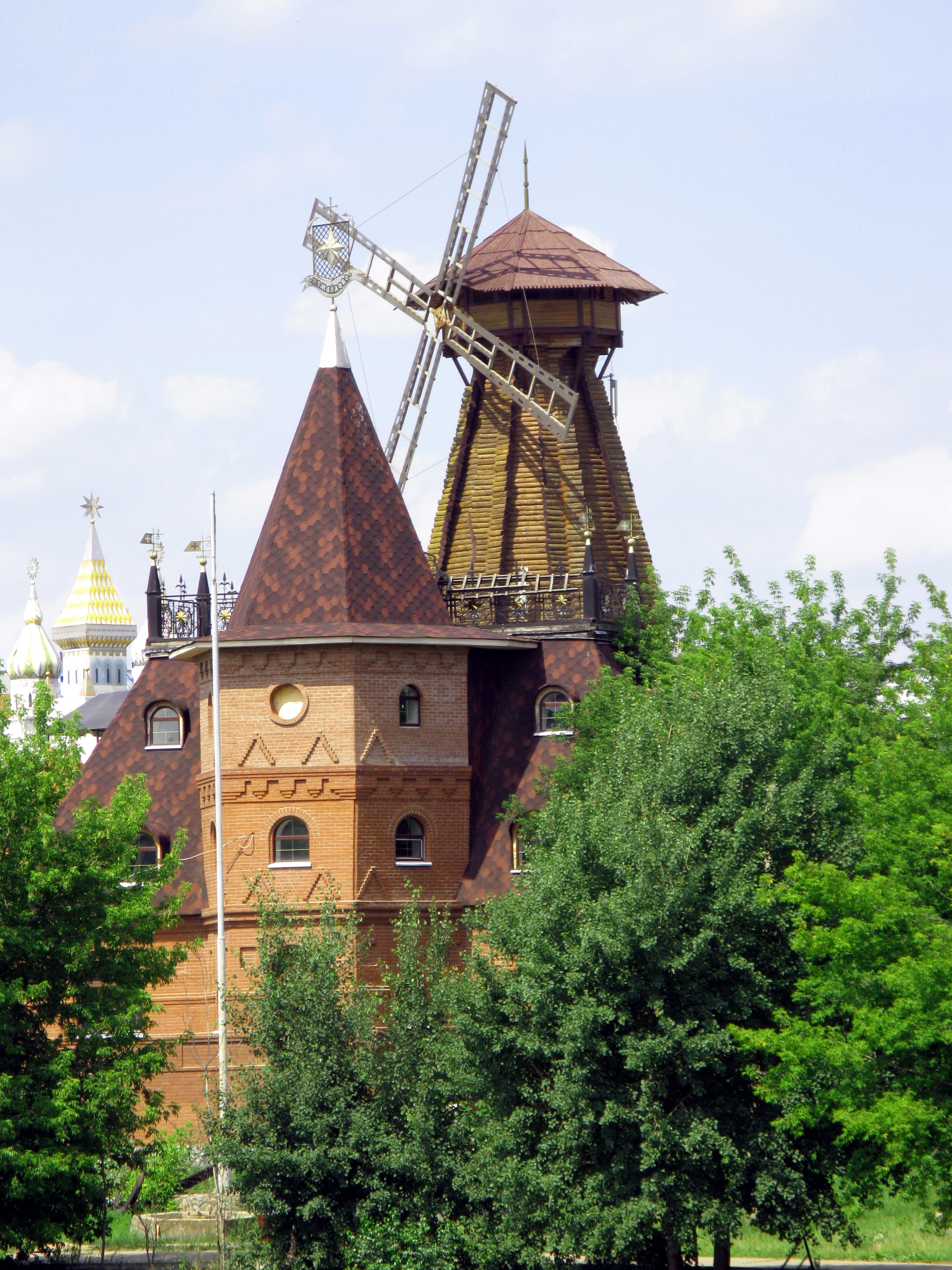
Здание кремля, 2009 год
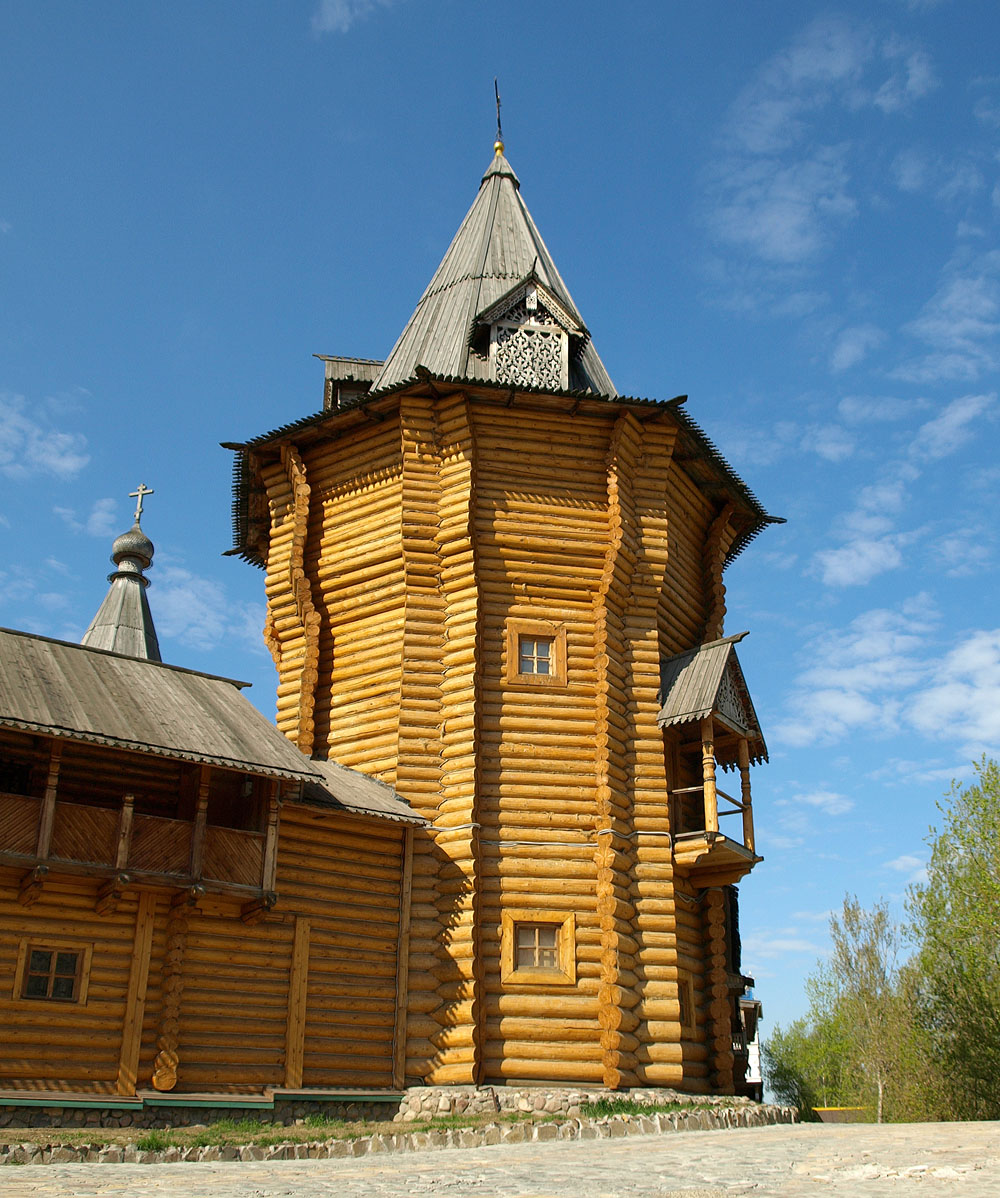
Колокольная башня, 2008 год
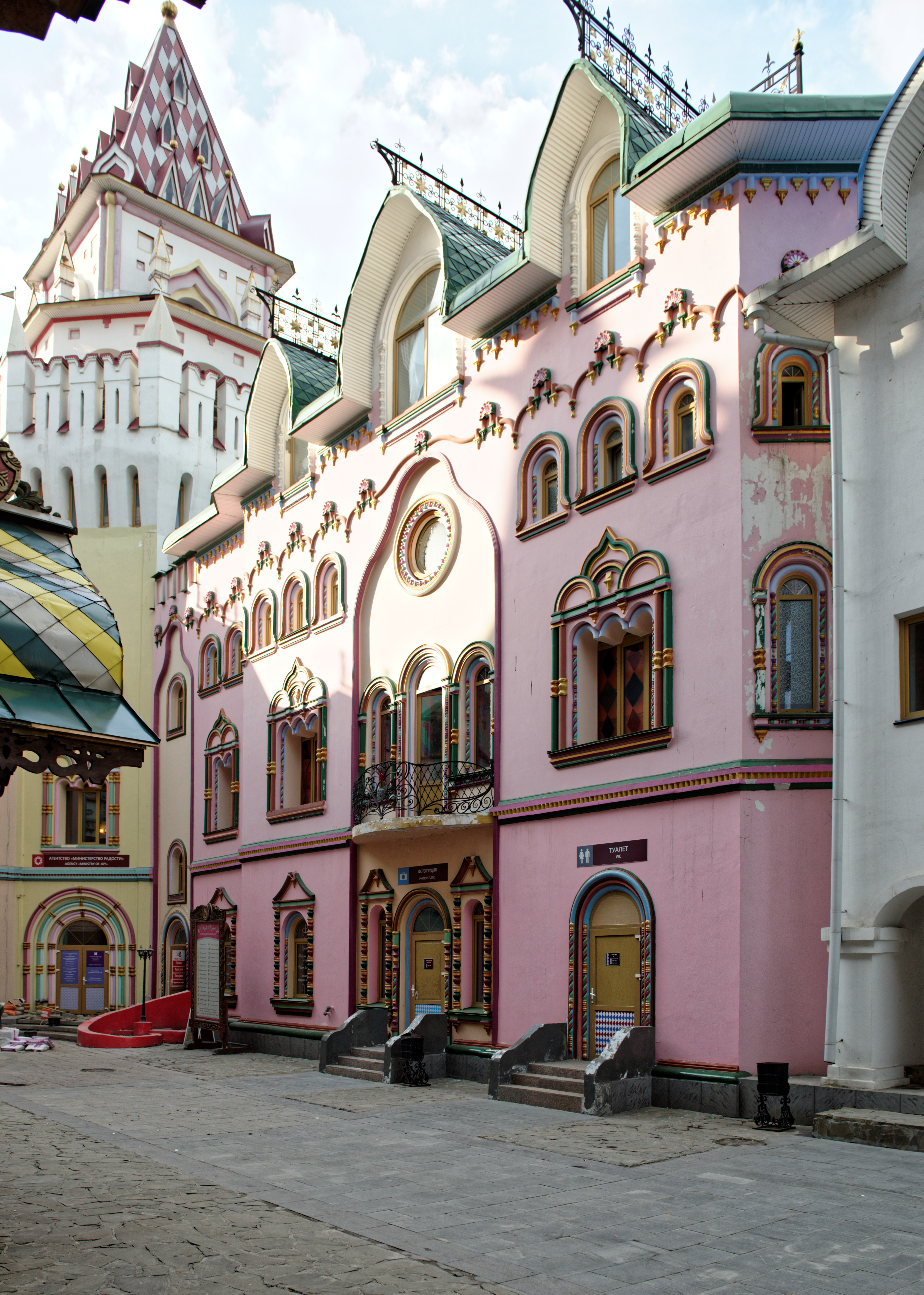
Здания кремля в Измайлово, 2017 год
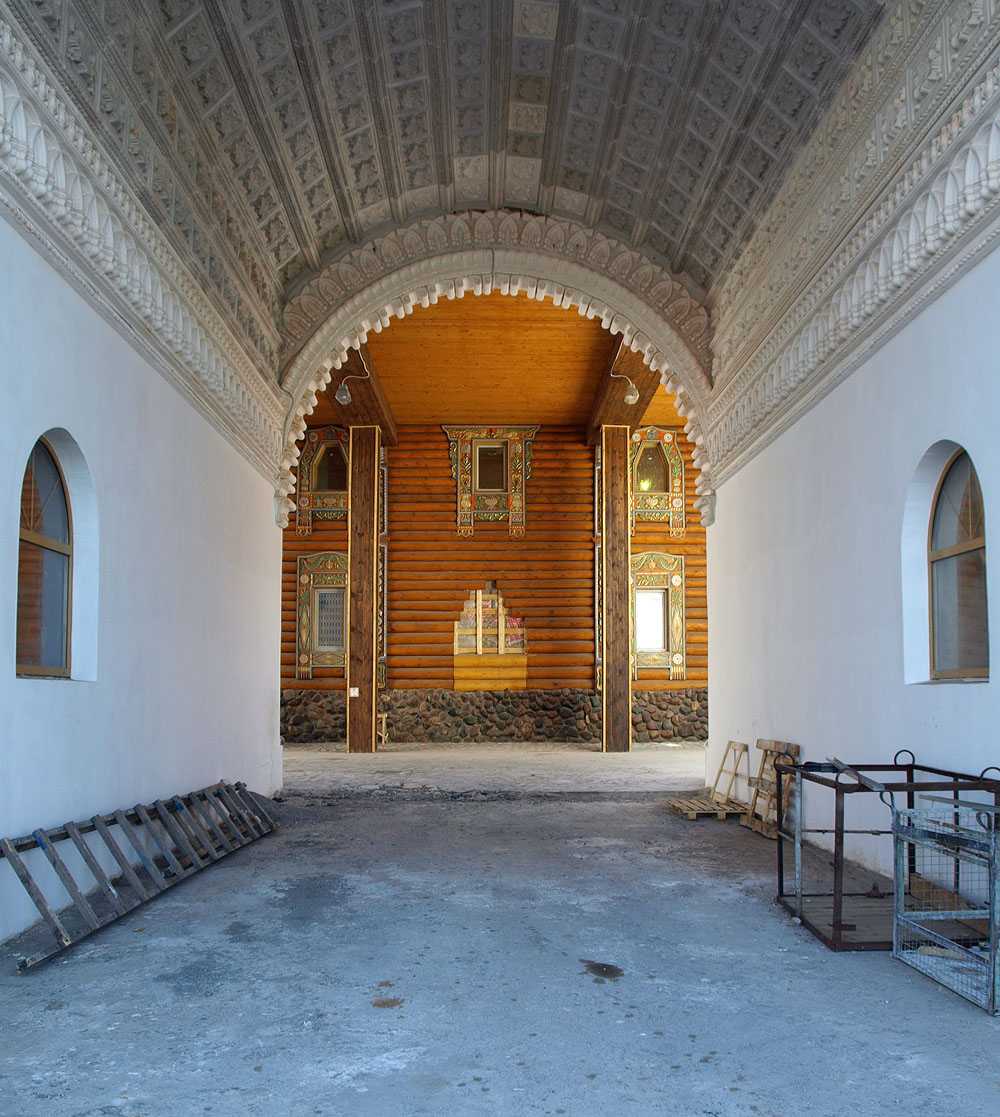
Двор на территории кремля, 2008 год
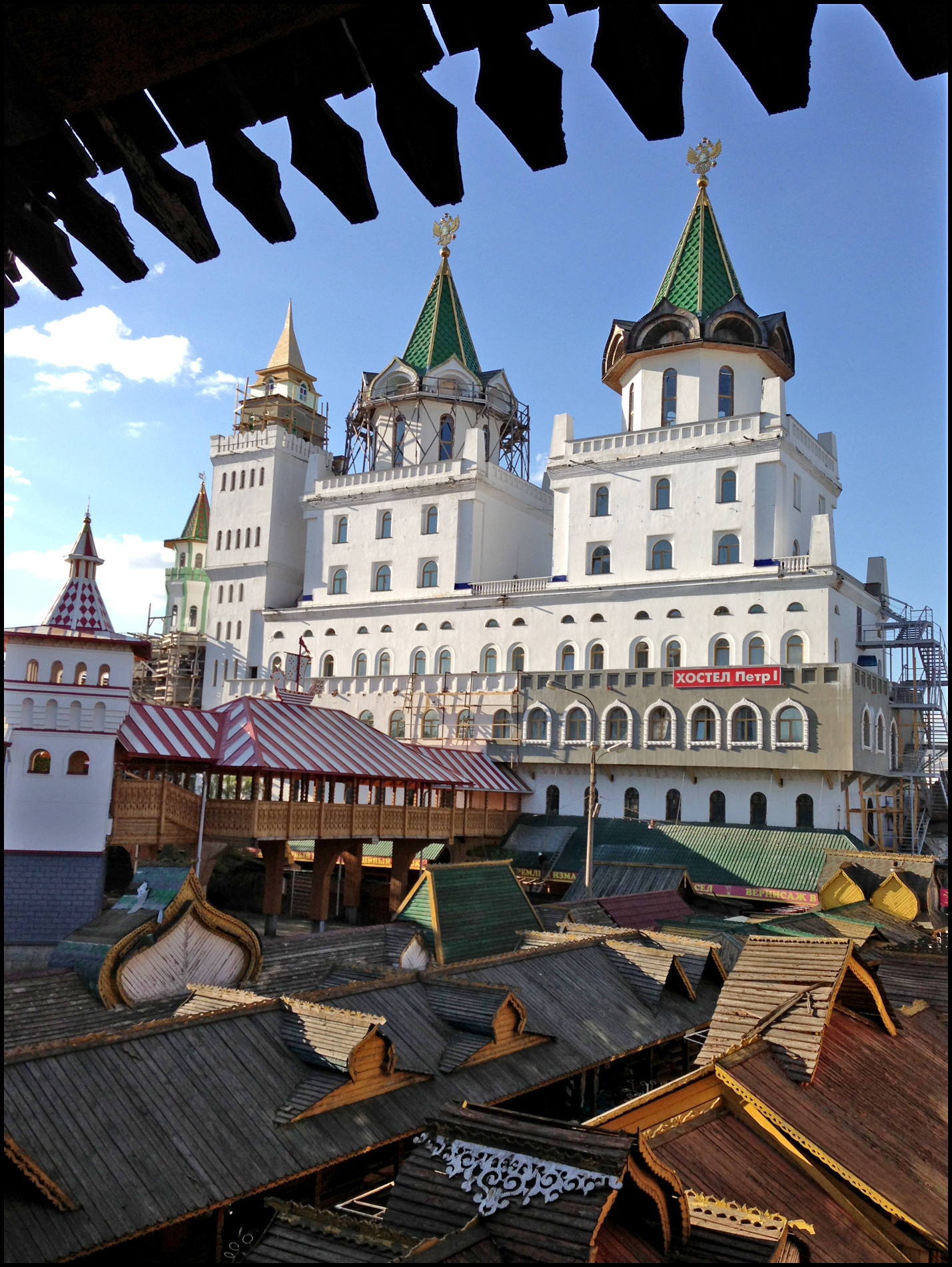
Вид на постройки кремля, 2014 год
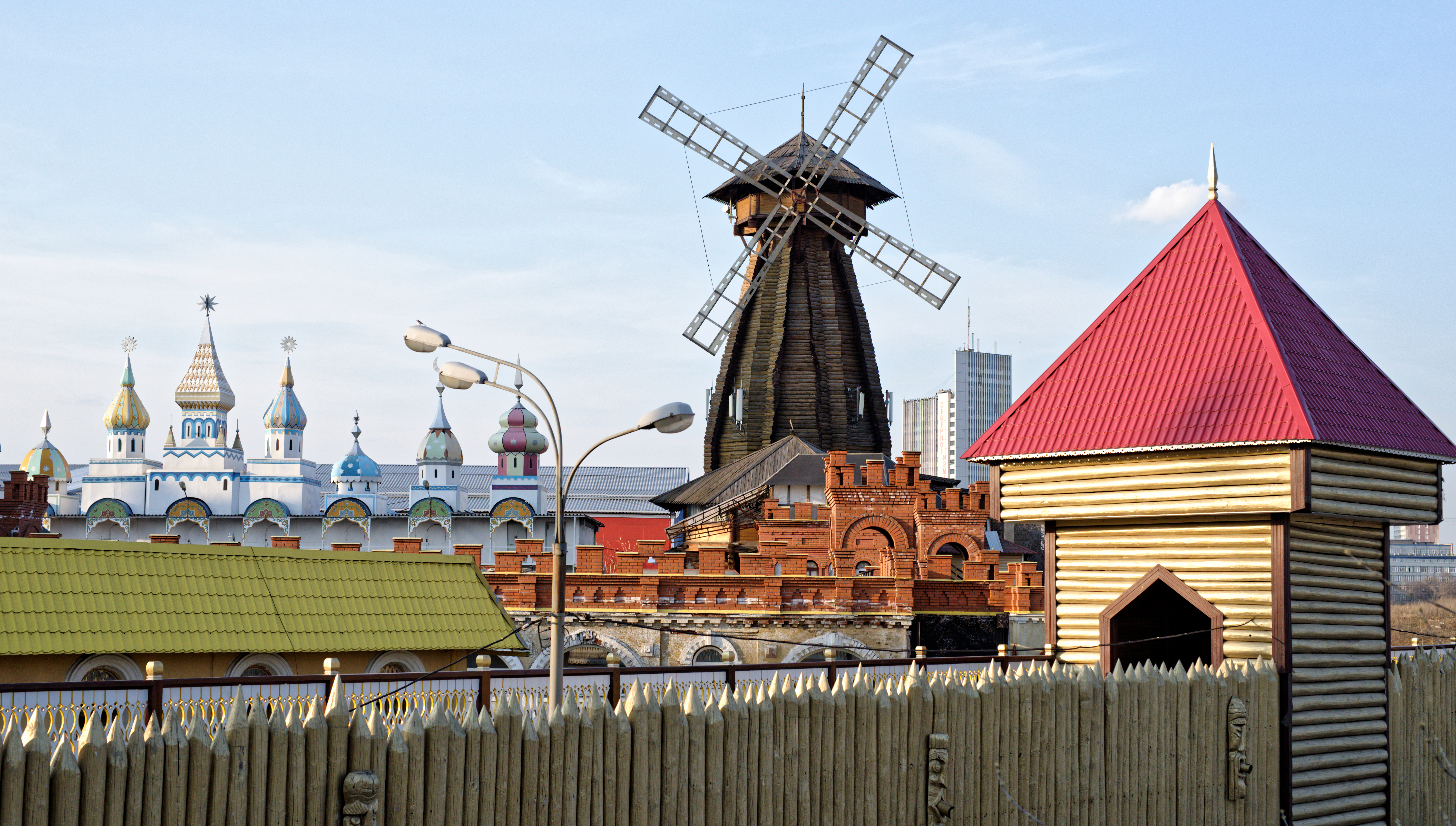
Деревянные постройки на территории кремля, 2017 год
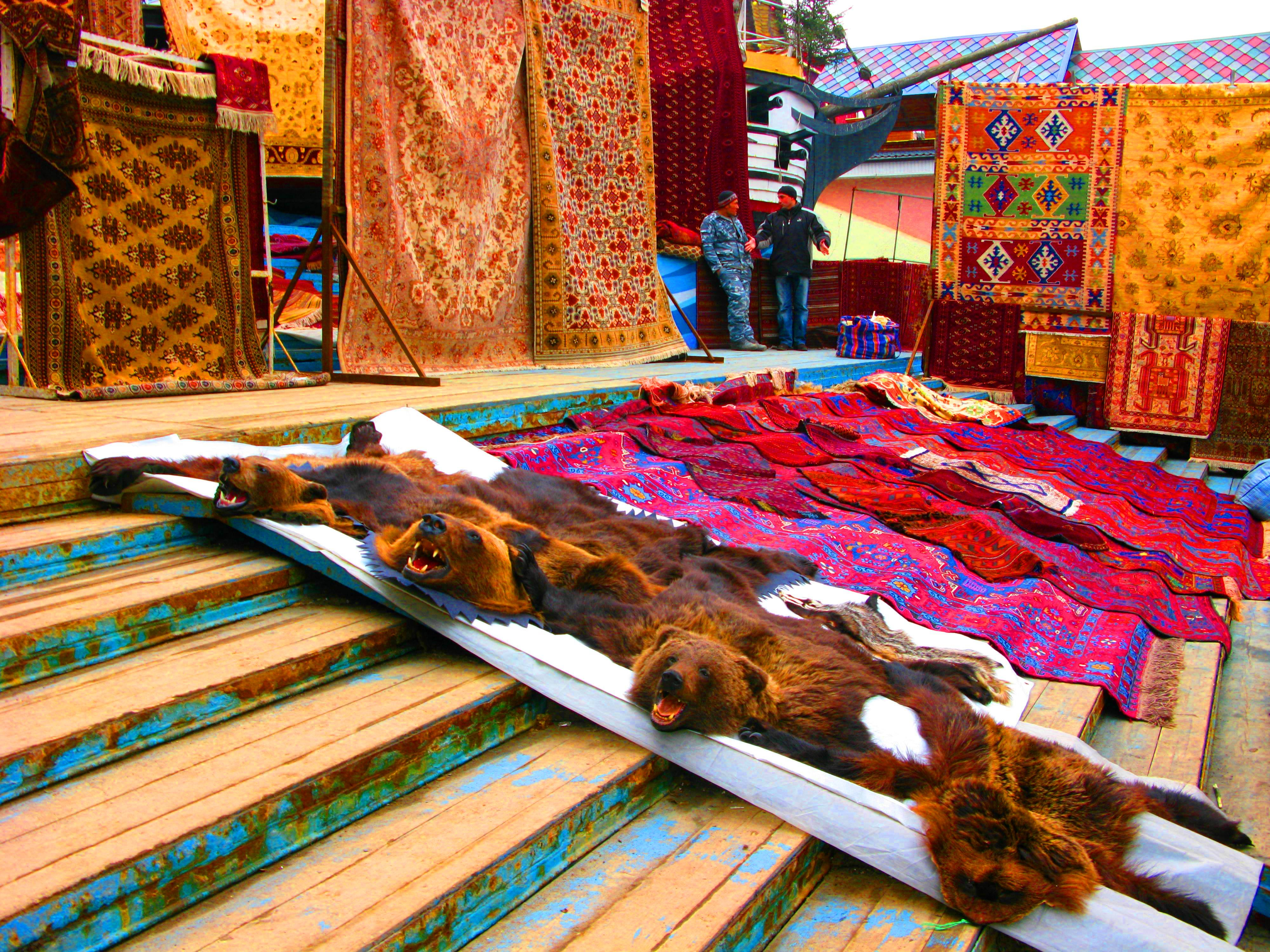
Вернисаж, 2009 год
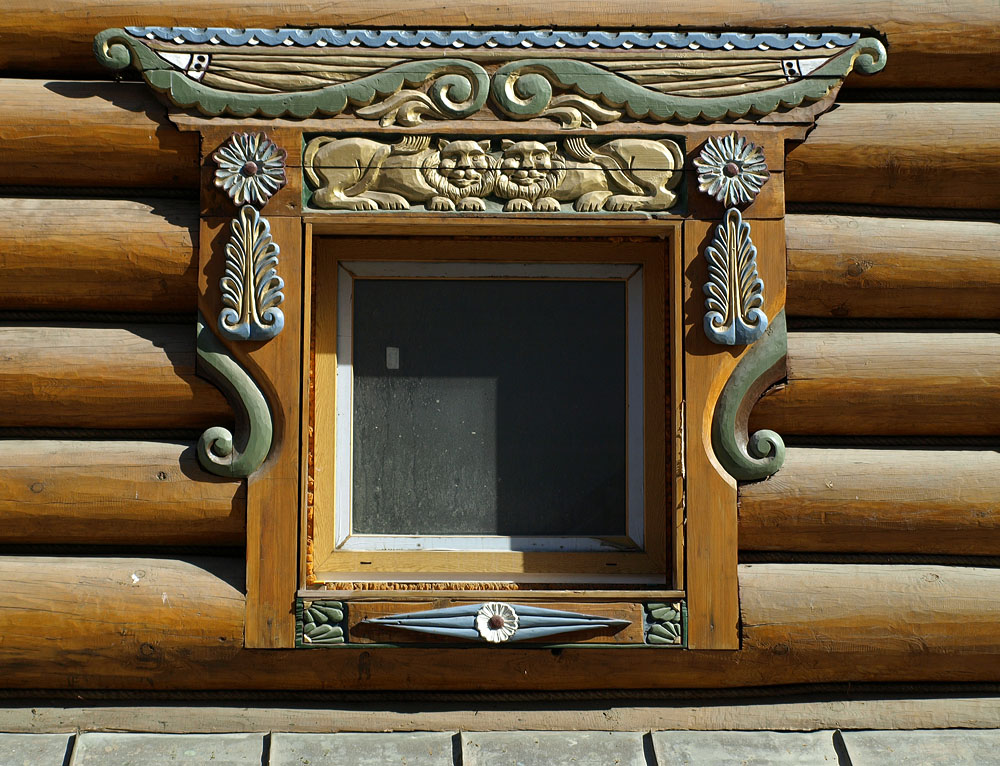
Резное окно Измайловского кремля, 2008 год
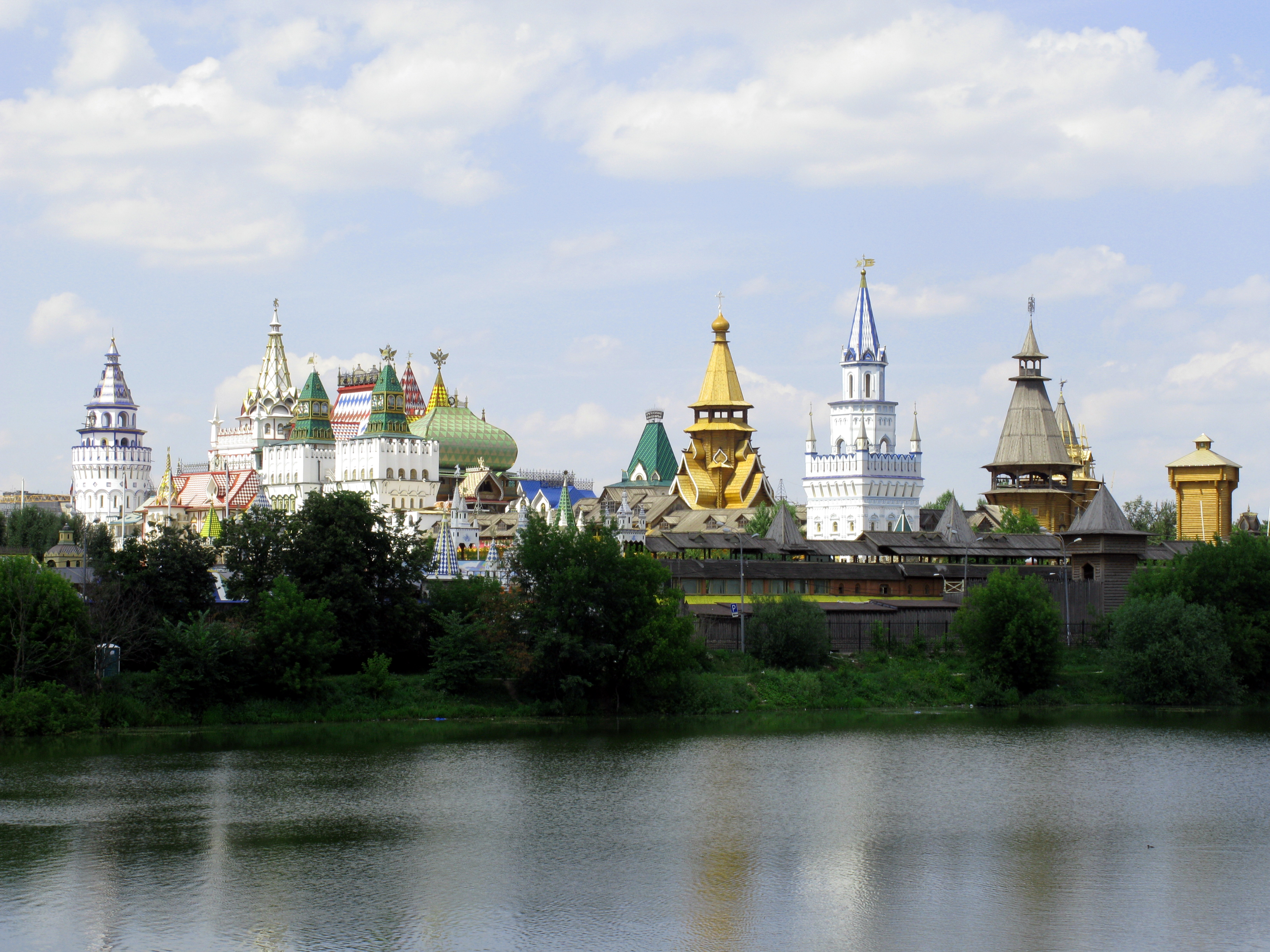
Вид на Измайловский кремль.
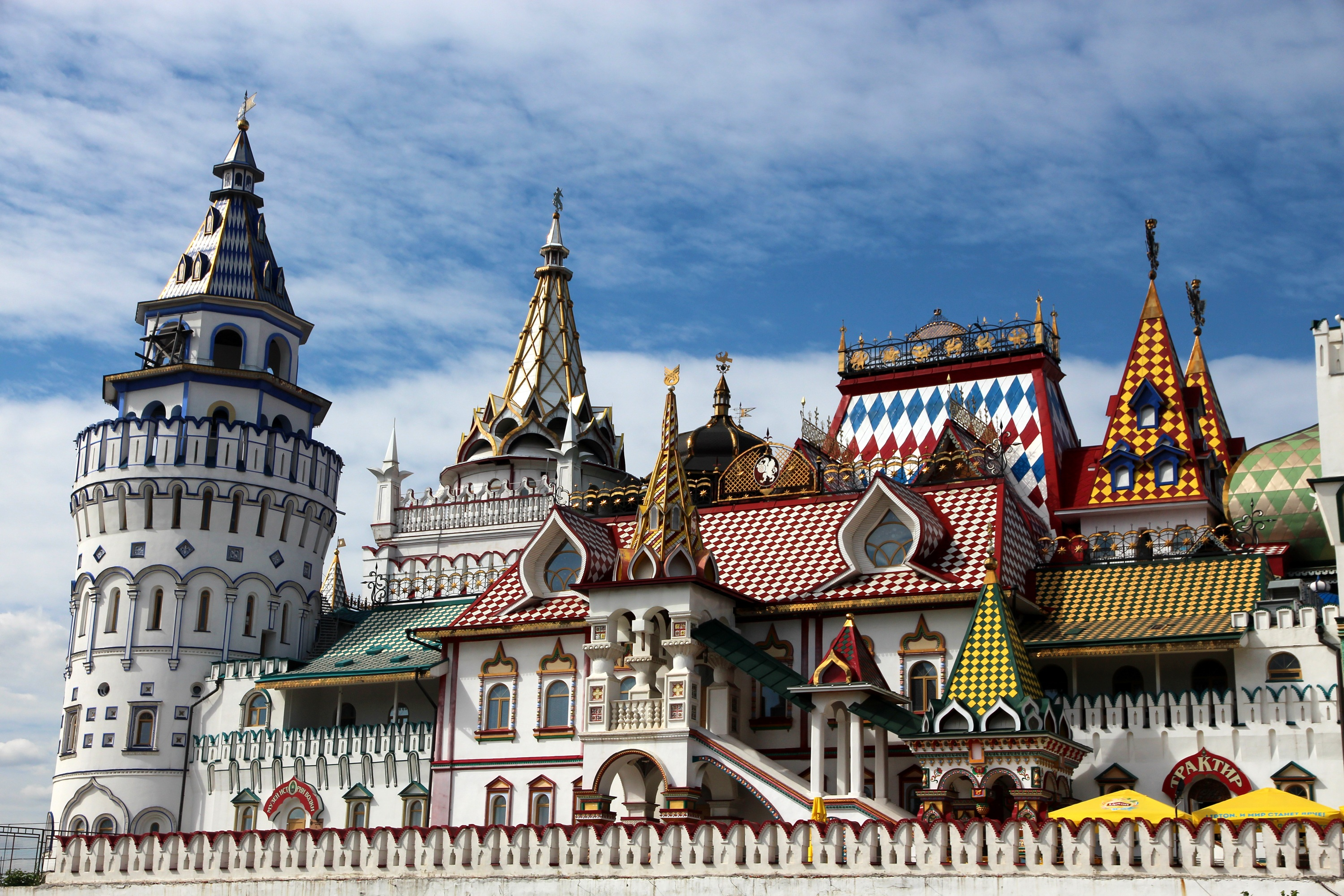
Стены и башни Измайловского кремля.